# دان فوتس
دان فوتس (بالإنجليزية: Dan Fouts)‏ هو لاعب كرة قدم أمريكية أمريكي، ولد في 10 يونيو 1951 في سان فرانسيسكو في الولايات المتحدة.

## وصلات خارجية
- الموقع الرسمي
- دان فوتس على موقع مرجع كرة القدم المحترفة.كوم (الإنجليزية)
- دان فوتس على موقع قاعة كاليفورنيا للمشاهير الرياضية (الإنجليزية)
- دان فوتس على موقع الموسوعة البريطانية (الإنجليزية)
- دان فوتس على موقع إن إن دي بي (الإنجليزية)